# سفارت الجزایر در کیف
سفارت الجزایر در کیف (به لاتین: Embassy of Algeria) یک منطقهٔ مسکونی و نمایندگی سیاسی این کشور در اوکراین است که در کیف (اوکراین) واقع شده‌است.